# Rubus uhdeanus
Rubus uhdeanus es una especie de planta del género Rubus, perteneciente a la familia Rosaceae.

## Taxonomía
Rubus uhdeanus fue descrita por Wilhelm Olbers Focke en 1874.

## Distribución
Se encuentra en el territorio central de México.